# Kanton Saint-Astier
Saint-Astier is een kanton van het Franse departement Dordogne. Het kanton maakt deel uit van het arrondissement Périgueux.

## Gemeenten
Het kanton Saint-Astier omvatte tot 2014 de volgende 12 gemeenten:
- Annesse-et-Beaulieu
- La Chapelle-Gonaguet
- Coursac
- Grignols
- Jaure
- Léguillac-de-l'Auche
- Manzac-sur-Vern
- Mensignac
- Montrem
- Razac-sur-l'Isle
- Saint-Astier (hoofdplaats)
- Saint-Léon-sur-l'Isle

Bij de herindeling van de kantons volgens het decreet van 21 februari 2014, met uitwerking op 22 maart 2015, werd de gemeente Razac-sur-L'Isle aan het kanton onttrokken en opgenomen in het nieuwe kanton Coulounieix-Chamiers.